# Дроздова Ірина Петрівна
Іри́на Петрі́вна Дроздо́ва - професор, доктор педагогічних наук, професор кафедри ЮНЕСКО «Філософія людського спілкування» та соціально-гуманітарних дисциплін Державного біотехнологічного університету. 

## Біографія
У 1979 році закінчила Харківський державний університет (нині Харківський університет імені В. Н. Каразіна).
У 1981 році працювала старшим лаборантом кафедри іноземних мов Харківського інституту інженерів комунального будівництва.
У 1982 році старший лаборант кафедри російської мови Харківського інституту інженерів комунального будівництва.
У 1983 році викладач кафедри російської мови, а у 1993 році старший викладач кафедри російської мови Харківського інституту інженерів комунального будівництва.
У 1998 році старший викладач, доцент (2002-2004) кафедри української і російської мов Харківської державної академії міського господарства.
У 2002 році кандидат педагогічних наук.
У 2007 році докторант кафедри українознавства Херсонського державного університету.
У 2011 році доктор педагогічних наук.
У 2012 році професор кафедри педагогіки та психології професійної підготовки Харківського національного автомобільно-дорожнього університету.
З 2012 по 2014 роки професор кафедри педагогіки та психології професійної підготовки Харківського національного автомобільно-дорожнього університету.
У 2015 році професор кафедри природничих і гуманітарних дисциплін Харківського національного автомобільно-дорожнього університету.
З 28 жовтня 2016 року  дійсний член Української академії акмеології.
У 2017 році завідувачка кафедри українознавства Харківської державної академії дизайну і мистецтв.
У 2018 році закінчила Національну українську академію.
З 2020 по 2021 роки професор кафедри мовної підготовки Харківського національного технічного університету сільського господарства імені Петра Василенка.
У 2021 році завідувачка кафедри мовної підготовки Харківського національного технічного університету сільського господарства імені Петра Василенка.
З 2022 по теперішній час професор кафедри ЮНЕСКО «Філософія людського спілкування» та соціально-гуманітарних дисциплін Державного біотехнологічного університету.

## Праці
Ірина Петрівна автор більше ніж 200 наукових праць, із них 175 наукового та 25 навчально-методичного характеру, зокрема близько 90 статей у фахових виданнях та 85 тез наукових конференцій, 3 монографії, 6 статей Web of Science Core Collection.
Наукові інтереси: компетентнісна мовно-професійна підготовка майбутніх педагогів; комунікативний підхід як основа професійного становлення студентів – майбутніх педагогів; теоретичні і методологічні засади підготовки майбутніх інженерів до професійно орієнтованої комунікації українською та англійською мовами; теоретико-методологічні засади підготовки майбутніх інженерів до  професійного іншомовного спілкування (засобами інноваційних технологій); теоретичні основи підготовки іноземних студентів ЗВО технічного профілю України до вивчення професійної лексики; навчання професійно орієнтованого діалогічного і монологічного мовлення іноземних студентів технічних спеціальностей у процесі вивчення української  мови; формування професійної компетенції студентів немовних спеціальностей у процесі навчання української / англійської мови.
Наукова робота: науково-практичні заходи (семінари, конференції, форуми тощо); керівництво науково-дослідною роботою здобувачів (під керівництвом захищено 4 кандидатських і 1 докторська); керівництво науково-дослідною роботою студентів; член редакційної колегії наукових видань, включених до переліку наукових фахових видань України: 
Основні публікації:
Web of Science:
- Drozdova I. Formation of professional mentality of the specialist of non-philological profile as phenomenon of social and professional formation of the personality. European humanities studies state and society. Europejskie studia humanistyczne: państwo i społczeństwo. 1, 2016. Р. 33-46.
- Drozdova I., Melnychuk I., Savchak I., Bloshchynskyi I. Strategy for Development of Students’ Professional Training. Revista Romaneasca pentru Educatie MultidimensionalaHigher School Instructors’ Pedagogical Skills Improvement as a Basis of Educational. Vol 11, № 4 Sup. 1 (2019). Рр. 170-184. 1/4 частка участі Дроздової.
- Drozdova І., Features of Teacher’s Synchretic Activity in the Conditions of Modern Higher Education. International Journal of Applied Exercise Physiology.  Sokol М., Herasymchuk T., Herasymchuk V., Zhuvanov A.. №10 (1). 2021. Р. 24–32.
- Drozdova І. The Integrative Nature of Interculturalism in Galicia at the Beginning of the 20th Century. International Journal of Applied Exercise Physiology /  Sokol М., Tsaryk О., Kravchuk І., Kadobnyj Т., Bilous І., Kotsyuba Yu.. №10 (1). 2021. Р. 33–38.
- Drozdova I., Sokol M., Herasymchuk T., Tymoshchuk O., Babay L., Ryabokon N.  Organization of web sites as a way of introducing internet technologies into the educational process of high school. Applied Linguistics Research Journal. ALR Journal, 2021. 5 (4), 185–190.
- Drozdova I, Khvalyboha T., Kirvas V., Herasymchuk T., Herasymchuk V. FORMATION OF BASIC PROFESSIONAL COMPETENCІES OF NON-PHILOLOGICAL UNIVERSITY STUDENTS VIA THE TEACHER’S WEBSITE. AWEJ for Translation & Literary Studies (February Issue 2023).

Монографії:
- Дроздова І. П. Наукові основи формування українського професійного мовлення студентів нефілологічних факультетів ВНЗ: монографія. Харків: ХНАМГ. 2010. 320 с.
- Дроздова І. П. Формування мовної компетенції у студентів технічних спеціальностей вищих навчальних заходів Східної України: монографія. Харків, Видавництво «НТМТ», 2013. 259 с.
- Дроздова І. П. Становлення особистості сучасного фахівця нефілологічного профілю у процесі формування його професійного менталітету. Сучасні  акмеологічні дослідження: теоретико-методологічні та прикладні аспекти: монографія; редкол.: В. О. Огнев’юк, С. О. Сисоєва, Я. С. Фруктова. Київ: Київ. ун-т ім. Б. Грінченка, 2016. С. 726-749.
- Дроздова І. П. Методи і прийоми вдосконалення мовних знань і мовленнєвих умінь та орфографічно правильного письма студентів закладів вищої технічної освіти. Мовна особистість в освітньому просторі: монографія; за заг. ред. І. Д. Пасічника; редкол. О. А. Вісич, Х. М. Карповець, З. В. Столяр. Острог: Видавництво Національного університету «Острозька академія», 2021. С.199-210.

Підручники:
- Стислий конспект лекцій з курсу „Педагогіка і психологія вищої школи”(для студентів-магістрів 5 курсу напряму 0501 „Економіка і підприємництво” спеціальностей: 8050107 „Економіка підприємництва”, 8050106 „Облік і аудит”). Харків, ХДАМГ, 2007. 48 с.
- Тести з курсу «Методика викладання, педагогіка та психологія вищої освіти» (для самостійної роботи студентів 5 курсу напрямів 6.030504 «Економіка підприємства» та 6.030601 «Менеджмент»). Харків, ХНАМГ, 2008. 22 с.
- Навчально-методичний посібник «Методика викладання, педагогіка та психологія вищої освіти» (для студентів-магістрів 5 курсу усіх напрямів навчання у ХНАМГ). Харків: ХНАМГ, 2008. 132 с.
- Комунікативні процеси в навчанні: навчальний посібник. Харків: Видавництво «НТМТ», ХНАДУ, 2014. 322 с.
- Університетська освіта: навчальний посібник. Харків: Видавництво «НТМТ» 2014. 212 с.
- Навчальний посібник «Культура ділового мовлення» з дисципліни «Українська мова за професійним спрямуванням»: для самостійної роботи студентів 3 курсу денної і заочної форм навчання усіх спеціальностей академії. Харків, ХДАДМ, 2019. 60 с.
- Навчальний посібник «Рекламний копірайтинг та спічрайтинг» за напрямом підготовки бакалавр: для самостійної роботи студентів 3 курсу денної і заочної форм навчання усіх спеціальностей академії. Харків, 2020. 75 с.
- Навчальний посібник з дисципліни «Теорія і практика редагування наукового тексту» за напрямом підготовки доктор філософії для самостійної роботи студентів 3 курсу денної і заочної форм навчання усіх спеціальностей академії. Харків, 2020. 65 с.
- Конспект лекцій з курсу «Культура наукової мови» (СВО Доктор філософії) для самостійної роботи аспірантів 1-2 курсів денної і заочної форм навчання спеціальності: 022 «Дизайн». Харків: ХДАДМ, 2019. 76 с.

| Тези доповідей, всього 12 (тільки за 2022-2023 навч. рр.) |
| 1. Нова парадигма інформатизації вищої освіти як прояв становлення інформатизації сучасного суспільства. – Наукові читання української асоціації суспільствознавців та педагогів 2023 року «Актуальні проблеми досліджень українського суспільства». 30 травня 2023 р., Харків. 0,3 друк. арк. |
| всеукраїнських конференцій 1. Проблеми інформаційного забезпечення освітнього середовища засобами інформаційних технологій Експертні оцінки елементів навчального процесу: програма і матеріали XXIV межвуз. наук.-практ. конф., Харків, 26 листопада 2022 р. / Нар. укр. акад., каф. інформ. технологій і математики. Харків: Вид-во НУА, 2022. С. 27-30. (Виступ, презентація). 2. Навчання професійного мовлення як важлива лінгводидактична проблема. ІІ Всеукраїнській науково-практичній конференції науковців, молодих учених і здобувачів усіх рівнів вищої освіти. Сучасні питання філології: теоретична та прикладна лінгвістика, 9 грудня 2022 року, м. Полтава. – С.23-25. 3. Всеукраїнська науково-практична конференція «Філологічні дискусії: теоретико-методологічний та практичний аспекти», присвячена Дню української писемності та мови, 22 листопада 2022 р. – Університет Короля Данила. (Виступ і презентація. Сертифікат). |
| міжнародних конференцій, з них: |
| в Україні 1. Роль професійних знань у розвитку сучасних інноваційних технологій. Інноваційний потенціал та правове забезпечення соціально-економічного розвитку України: виклик глобального світу : програма VI Міжнародної науково-практичної конференції, 19-20 травня 2022 року / Полтавський інститут економіки і права ЗВО «Відкритий міжнародний університет розвитку людини «Україна»., 2022. С.527-529. 2. Формування особистості сучасного фахівця за допомогою інформаційно-комунікативних технологій. Українська мова для іноземців: проблеми і здобутки (виступ). ⅤІІ Міжнародна науково-практична конференція «Українська мова у світі» 4 листопада 2022 р., Львів. (Виступ і презентація. Сертифікат). 3. Загальні проблеми застосування інформаційно-комунікаційних технологій у навчальному процесі вищої школи. Актуальні дослідження в соціальній сфері : матеріали двадцятої міжнародної науково-практичної конференції (м. Одеса, 17 листопада 2022 р.) / гол. ред. В. В. Корнещук. Одеса: ФОП Бондаренко М. О., 2022. С.135-137. 4. Специфіка освітнього процесу вищої школи із застосуванням інформаційно-комунікаційних технологій. Філософські аспекти професійної освіти: матеріали Х Міжнародної науково-практичної конференції (Херсон – Кропивницький, 17 листопада 2022 р.) / За заг. ред. Т. С. Плачинди. Херсон – Кропивницький: ПП «Поліум», 2022. С.150-152.5. 5. Роль професійних знань у розвитку сучасних інноваційних технологій. – Інноваційний потенціал та правове забезпечення соціально-економічного розвитку України : виклик глобального світу. Матеріали VІ Міжнародної науково-практичної конференції 19-20 травня 2022 р. м. Полтава. С.527-529. 6. Успішна організація навчально-виховного процесу як прояв майстерності педагога. – 1 Міжнародна науково-практична конференція «Актуальні проблеми викладання освітніх компонент соціально-гуманітарного спрямування у вищій школі», 15-16 червня 2023 р., м. Херсон. (0,4 друк арк.). 7. Інноваційні освітні технології як новітній спосіб спільної діяльності викладача і студентів. – Міжнародна науково-практична конференція «Інноваційні освітні технології в системі неперервної освіти: вітчизняний і світовий досвід упровадження», Український державний університет імені Михайла Драгоманова, 28-29 квітня 2023 р., м. Київ. С.66-70. 8. Наукова організація навчального процесу у закладах вищої освіти України із застосуванням інформаційно-комунікаційних технологій. – Міжнародна науково-практична онлайн-конференція: «Актуальні проблеми психології, бізнесу та управління в умовах сучасних вимог» 26-27 квітня 2023 р. : Україна, Латвія, Бразилія, Італія, Польща. Приватний ВНЗ «Інститут психології і підприємництва»., м. Київ. С.54-59. |